# Нижній Магазь
Нижній Мага́зь (рос. Нижний Магазь, чув. Анатри Макаç) — присілок у складі Чебоксарського району Чувашії, Росія. Входить до складу Атлашевського сільського поселення.
Населення — 157 осіб (2010; 160 у 2002).
Національний склад:
- чуваші — 89 %